# Пал Туран
Пал Туран (угор. Turán Pál 1910–1976) — угорський математик, засновник екстремальної теорії графів. Академік Угорської АН (1953, членкор з 1948).

## Життєпис
Пал Туран народився 18 серпня 1910 у Будапешті. Походив з єврейської родини.
Закінчив Будапештський університет у 1933 з дипломом викладача математики, в 1935 там же захистив дисертацію під керівництвом Ліпота Фейєра.
З огляду на національне походження довгий час не міг отримати роботу в університеті. У роки Другої світової війни був направлений до трудового табору; за спогадами Турана, його доля в таборі була полегшено охоронцем, який в довоєнні роки працював коректором у видавництві і публікував математичний журнал з його працями.
Після війни в 1945 почав викладати в альма-матер, з 1949 — професор. Помер від лейкемії.
Був двічі одружений. Перший раз на Кобор Кляйн (від неї — син Роберт), а другий — на T. Sós Vera (діти — Дьєрдя і Тамаш).

## Математика
Математичні терміни, названі на його честь: 
- Граф Турана
- Теорема Турана — теорема, що оцінює максимальне число ребер в графі, що не містить в собі підграфа {\displaystyle K_{n}} .
- Сито Турана[en] — це метод для оцінки розмірів «просіяних наборів» натуральних чисел, який задовольняє умовам, вираженим в конгруенції.
- Задача Турана про цегельний завод — завдання знаходження мінімального числа ребер при зображенні повного двочасткового графа на площині.

Теорія чисел
У 1934 розробив сито Турана і дав новий простий доказ теореми Харді — Рамануджана про кількість різних простих дільників числа n.
Теорія графів
Туран вважається основоположником екстремальної теорії графів. Його теорема про кількість ребер — одна з найважливіших теорем цієї теорії.
Потужність
Туран розробив метод підсумовування потужностей для роботи над гіпотезами Рімана.

## Публікації
- Теорія чисел (1970)
- Новий метод аналізу і його додатків. Підсумовування потужностей. (1984)
- Збірник праць Пала Турана (Ердеш) (1990).

## Нагороди
- Премія Кошута (1948, 1952)
- Szele Tibor-emlékérem (1975)